# 岳楓 (導演)

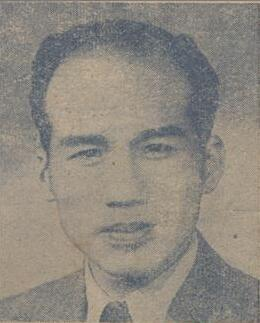
1943年《新影坛》中的岳楓

岳楓（1908年3月20日—1999年7月3日），本名笪子春，編劇筆名葛瑞芬。著名導演和編導，活躍於1933年至1974年。江蘇丹陽人。抗日戰爭初期曾在上海拍攝愛國抗日電影，後來加入日本人控制的中聯和華影公司。戰後來到香港。1991年，獲香港電影導演會終身成就獎。1999年7月3日在香港逝世。

## 獲獎
- 亞洲影展「最佳編劇」：《畸人艷婦》（1960年）
- 金馬獎「最佳編劇」：《為誰辛苦為誰忙》（1963年）
- 香港電影導演會：終身成就獎

## 導演
- 中國海的怒潮（1933年）
- 花燭之夜（1935年）
- 女少爺（1938年）
- 三笑續集（1940年）
- 三笑（1940年）
- 春風回夢記（1941年）
- 天從人願（1944年）
- 三女性（1947年）
- 血染海棠紅（1949年）
- 蕩婦心（1949年）
- 花街（1950年）
- 南來雁（1950年）
- 娘惹（1952年）
- 狂風之夜（1952年）
- 巫山夢迴（1952年）
- 新紅樓夢（1952年）
- 彩虹曲（1953年）
- 小樓春曉（1954年）
- 青山翠谷（1956年）
- 歡樂年年（1956年）
- 金蓮花（1957年）
- 情場如戰場（1957年）
- 人財兩得（1958年）
- 紅娃（1958年）
- 丈夫的情人（1959年）
- 嬉春圖（1959年）
- 雨過天青（1959年）
- 我們的子女（1959年）
- 桃花運（1959年）
- 街童（1960年）
- 一樹桃花千朵紅（1960年）
- 畸人艷婦（1960年）
- 丈夫的秘密（1961年）
- 燕子盜（1961年）
- 白蛇傳（1962年）
- 原野奇俠傳（1963年）
- 為誰辛苦為誰忙（1963年）
- 花木蘭（1964年）
- 新啼笑姻緣（1964年）
- 妲己（1964年）
- 西廂記（1965年）
- 寶蓮燈（1965年）
- 龍虎溝（1967年）
- 盜劍（1967年）
- 蘭姨（1967年）
- 奪魂鈴（1968年）
- 春暖花開（1968年）
- 怪俠（1968年）
- 三笑（1969年）
- 兒女是我們的（1970年）
- 金衣大俠（1970年）
- 武林風雲（1970年）
- 千萬人家（1971年）
- 啞吧與新娘（1971年）
- 群英會（1972年）
- 功夫小子（1972年）
- 小毒龍（1972年）
- 趕盡殺絕（1973年）
- 雙龍出海（1973年）
- 惡虎村（1974年）